# Medan de sov

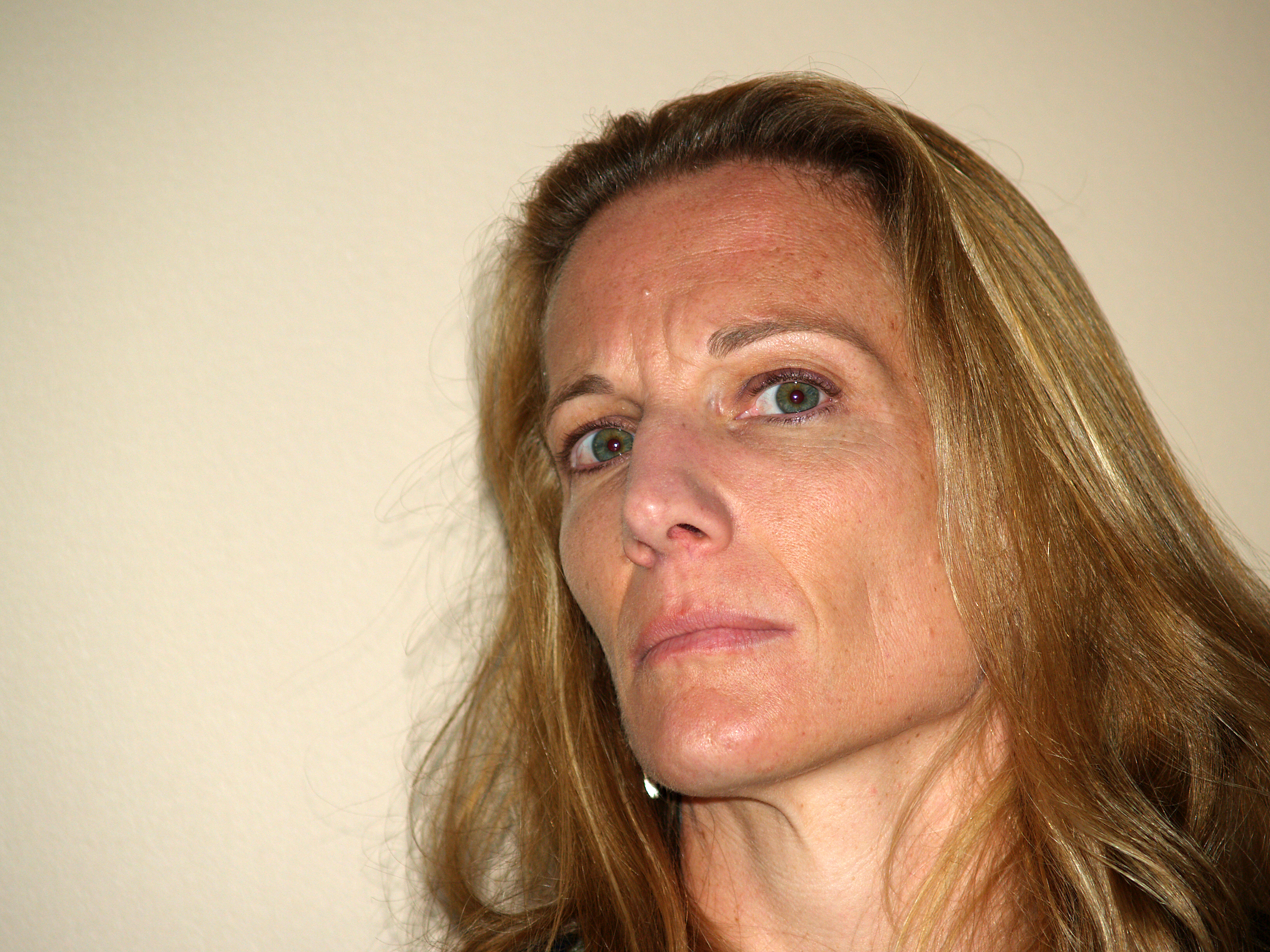
Kathryn Harrison, författare till boken, vid Brooklyn Book Festival 2007.

Medan de sov är en undersökning om mordet på en familj, skriven av den amerikanska författaren Kathryn Harrison, utgiven 2009.

## Innehållsreferat
Mellan klockan 00:30 och 01:00 fredagen den 27 april 1984 på Rose Lane 1452 i småstaden Medford i delstaten Oregon, USA mördas tre familjemedlemmar; moder, fader och en elvaårig dotter. Alla tre bragtes om livet med hjälp av ett basebollträ. Moder Linda Gilley och fader Bill avlider i hemmet och dottern Becky på Providence Hospital två dagar senare, 29 april.
Berättelsen delar in historien i ett Före och Efter morden. Före morden: Bilden av en dysfunktionell trebarnsfamilj framträder tydligt. Bill har alkoholproblem och i boken framförs att han både fysiskt och psykiskt misshandlar sina barn, speciellt sonen Billy, som är arton år då han mördar sina föräldrar och lillasyster. Föräldrarna lär Billy att det aldrig kommer att bli något av honom i livet, han är dömd att misslyckas vad han än företar sig. Den fysiska misshandeln består bland annat i att Billy blir piskad med en vattenslang eller ett bälte och får ta emot örfilar. Detta ska ha pågått under flera års tid.
Billy Gilley döms i november 1984 till tre på varandra följande livstidsdomar. Han hade uppsåt att döda föräldrarna. Att han också mördade sin syster berodde på att hon inte gjort som han sagt åt henne att göra i stundens hetta. Billy ska senare ha sagt till en medfånge att "... mamma är galen och hon uppfostrade min lillasyster, så därför dödade jag båda två". Motivet att döda föräldrarna var, enligt Billy, att skydda sina syskon från föräldrarnas uppfostringsmetoder och att han själv skulle bli kvitt dem.
Efter morden: Jody Gilley, som 1984 var 16 år gammal, gick vidare i livet med studier och karriär och har, enligt vad som redogörs för i boken, klarat sig tämligen bra i livet, trots den traumatiska upplevelsen med trippelmordet. Men det har varit svårigheter. Rykten om att hon varit delaktig i morden, gjorde att hon var tvungen att avbryta sina studier och anlita en privatlärare.
Billy har också studerat. I fängelset läser han in de kurser han haft svårt med tidigare i livet och skriver bland annat barnböcker. Vid tiden för rättegången 1984 fastslog ett antal psykologer att Billy inte var mentalt sjuk, men att han hade personlighetsstörningar, som bland annat tog sig uttryck i koncentrationssvårigheter och dålig impulskontroll.
Författaren redogör för egna tankar, känslor och reflektioner om morden och de inblandade personernas karaktärer. Hon redogör också för tillvägagångssättet då hon intervjuade Billy, Jody och övriga personer med anknytning till morden.

## Källa
- Harrison, Kathryn, Medan de sov, Albert Bonniers Förlag 2009, ISBN 978-91-0-012230-0